# 刘兴隆
刘兴隆（1917年—1994年），中国人民解放军将领、中国人民解放军开国少将。
曾任江西军区南昌军分区司令员。1955年，授予中国人民解放军少将。